# Ving Rhames
Ving Rhames, pseudonimo di Irving Rameses Rhames (New York, 12 maggio 1959), è un attore statunitense, noto soprattutto per aver interpretato il ruolo di Marsellus Wallace in Pulp Fiction di Quentin Tarantino e per l'interpretazione di Luther Stickell nella saga di Mission: Impossible.

## Biografia
Nativo di Harlem, New York City, Ving Rhames studia presso la High School of Performing Arts prima di dedicarsi alla recitazione interpretando vari ruoli a Broadway tra cui lo spettacolo The Winter Boys nel 1984. Le prime apparizioni televisive sono in Miami Vice telefilm cult degli anni 80 e in Go tell it On the Mountain (1984) mentre interpreta il rapitore di Patty Hearst in Patty - La vera storia di Patty Hearst (1988). Appare spesso sul grande schermo come soldato nella guerra del Vietnam. Sarà nel serial Vietnam addio (1987) e nel film Vittime di guerra (1989) di Brian De Palma. Appare poi nel film La lunga strada verso casa (1990), dove interpreta il ruolo del marito di Whoopi Goldberg. Nel 1993 compare nella commedia Dave - Presidente per un giorno.
L'anno successivo prende parte al film Pulp Fiction (1994) di Quentin Tarantino, dove interpreta la parte del criminale Marsellus Wallace. Il successo del film del regista italoamericano sarà un punto di svolta nella sua carriera. Dopo il successo di Pulp Fiction si impone all'attenzione del grande pubblico e degli addetti ai lavori, interpretando film come Al di là della vita (1999) e L'alba dei morti viventi (2004). Appare in Drop Squad (1994), e Il bacio della morte (1996). Ma i ruoli che lo rendono noto sono quelli per Brian De Palma in Mission: Impossible (1996) e nei rispettivi seguiti (2000, 2006 e 2011), e del difensore di Demi Moore in Striptease (1996). Da allora Rhames appare in maniera continuativa in una grande quantità di film.
Oltre ad apparire in grandi produzioni continua la sua intensa attività televisiva comparendo in molte serie per il piccolo schermo come E.R. - Medici in prima linea, e in film televisivi come Dangerous Ground - Terra senza pietà (1997), Don King - Una storia tutta americana (1997), nel ruolo del celebre manager dei pugili, ruolo per cui ottiene un Golden Globe, per poi partecipare a Out of Sight (1998) di Steven Soderbergh, insieme a George Clooney e Jennifer Lopez e Entrapment (1999), al fianco di Sean Connery e Catherine Zeta-Jones. Nello stesso anno viene diretto da Martin Scorsese in Al di là della vita (1999).
Con il nuovo millennio compare in Baby Boy - Una vita violenta (2001), Sin - Peccato Mortale (2003) ed è protagonista in L'alba dei morti viventi (2004), remake del classico di George Romero, dove interpreta un poliziotto che guida i sopravvissuti tra migliaia di zombie. Successivamente recita in Animal - Il criminale (2005), dove è attore protagonista ma anche sceneggiatore e produttore. È stato voce del personaggio di Cobra Bubbles nella versione originale del film d'animazione Lilo & Stitch e nel suo seguito Provaci ancora Stitch! (uscito direttamente in home-video) della Walt Disney. Insieme alla cantante Vanessa L. Williams, Rhames è testimonial della catena di negozi di elettrodomestici Radio Shack.
Nel 2006 è protagonista di 10 episodi della serie televisiva Kojak, remake dell'omonima serie girata da Richard Donner negli anni settanta. Successivamente compare in Una vita spezzata (2008), Io vi dichiaro marito e... marito (2008), The Day of the Dead (2008), Echelon Conspiracy - Il dono (2008) e Il mondo dei replicanti (2009), insieme a Bruce Willis e James Cromwell. Nel 2010 è uno dei protagonisti di Piranha 3D diretto da Alexandre Aja, ruolo che tornerà a interpretare nel sequel Piranha 3DD (2012). Nel 2011, nel 2015 e nel 2018 torna a interpretare il ruolo di Luther Stickell nei prossimi 3 capitoli della saga Mission Impossible: Protocollo fantasma, Rogue Nation e  Fallout

## Vita privata
È stato sposato dal 1994 al 1999 con Valerie Scott, e dal 2000 è sposato con l'attrice Deborah Reed; da quest'ultima ha avuto due figli: Reignbeau (2000) e Freedom (2002).

## Filmografia

### Attore

#### Cinema
- Patty - La vera storia di Patty Hearst (Patty Hearst), regia di Paul Schrader (1988)
- Vittime di guerra (Casualties of War), regia di Brian De Palma (1989)
- La lunga strada verso casa (The Long Walk Home), regia di Richard Pearce (1990)
- Allucinazione perversa (Jacob's Ladder), regia di Adrian Lyne (1990)
- Homicide, regia di David Mamet (1991)
- L'ultimo attacco (Flight of the Intruder), regia di John Milius (1991)
- La casa nera (The People Under the Stairs), regia di Wes Craven (1991)
- Fermati, o mamma spara (Stop! Or My Mom Will Shoot), regia di Roger Spottiswoode (1992)
- Dave - Presidente per un giorno (Dave), regia di Ivan Reitman (1993)
- Patto di sangue (Bound by Honor), regia di Taylor Hackford (1993)
- Fort Washington - Una vita da cani (The Saint of Fort Washington), regia di Tim Hunter (1993)
- Pulp Fiction, regia di Quentin Tarantino (1994)
- Drop Squad, regia di David C. Johnson (1994)
- Il bacio della morte (Kiss of Death), regia di Barbet Schroeder (1995)
- Mission: Impossible, regia di Brian De Palma (1996)
- Striptease, regia di Andrew Bergman (1996)
- Rosewood, regia John Singleton (1997)
- Dangerous Ground - Terra senza pietà (Dangerous Ground), regia di Darrell Roodt (1997)
- Con Air, regia di Simon West (1997)
- Body Count, regia di Robert Patton-Spruill (1997)
- Out of Sight, regia di Steven Soderbergh (1998)
- Entrapment, regia di Jon Amiel (1999)
- Al di là della vita (Bringing Out the Dead), regia di Martin Scorsese (1999)
- Mission: Impossible 2, regia di John Woo (2000)
- Baby Boy - Una vita violenta (Baby Boy), regia di John Singleton (2001)
- Indagini sporche (Dark blue), regia di Ron Shelton (2002)
- Undisputed, regia di Walter Hill (2002)
- Sin - Peccato mortale (Sin), regia di Michael Stevens (2003)
- L'alba dei morti viventi (Dawn of the Dead), regia di Zack Snyder (2004)
- Animal - Il criminale (Animal), regia di David J. Burke (2005)
- La spacconata (Shooting Gallery), regia di Keoni Waxman (2005)
- Mission: Impossible III, regia di J. J. Abrams (2006)
- Idlewild, regia di Bryan Barber (2005)
- Ascension Day, regia di Akosua Busia (2007)
- Io vi dichiaro marito e... marito (I Now Pronounce You Chuck & Larry), regia di Dennis Dugan (2007)
- Una vita spezzata (A Broken Life), regia di Neil Coombs (2008)
- Saving God, regia di Duane Crichton (2008)
- Phantom Punch, regia di Robert Townsend (2008)
- Day of the Dead, regia di Steve Miner (2008)
- Animal 2, regia di Ryan Combs (2008)
- Il mondo dei replicanti (Surrogates), regia di Jonathan Mostow (2009)
- Give 'em Hell Malone, regia di Russell Mulcahy (2009)
- Evil Angel, regia di Richard Dutcher (2009)
- The Tournament, regia di Scott Mann (2009)
- Echelon Conspiracy - Il dono (Echelon Conspiracy), regia di Greg Marcks (2009)
- La concessionaria più pazza d'America (The Goods: Live Hard, Sell Hard), regia di Neal Brennan (2009)
- The Bridge to Nowhere, regia di Blair Underwood (2009)
- Operation: Endgame, regia di Fouad Mikati (2010)
- Love Chronicles: Secrets Revealed, regia di Tyler Maddox-Simms (2010)
- Master Harold... and the Boys, regia di Lonny Price (2010)
- Piranha 3D, regia di Alexandre Aja (2010)
- Ving Rhames Wins Oscar for Piranha 3D, regia di Justin Michael e Jacob Reed - cortometraggio (2010)
- Submission, regia di Adam Boster e Kenneth Chamitoff (2010)
- The Wrath of Cain, regia di Ryan Combs (2010)
- King of the Avenue, regia di Ryan Combs (2010)
- Death Race 2, regia di Roel Reiné (2010)
- The River Murders - Vendetta di sangue (The River Murders), regia di Rich Cowan
- Julia X 3D, regia di P.J. Pettiette (2011)
- Mission: Impossible - Protocollo fantasma (Mission: Impossible - Ghost Protocol), regia di Brad Bird (2011)
- Soldiers of Fortune, regia di Maksim Korostyshevsky (2012)
- Piranha 3DD, regia di John Gulager (2012)
- Death Race 3 - Inferno (Death Race: Inferno), regia di Roel Reiné (2012)
- Una scuola per Malia (Won't Back Down), regia di Daniel Barnz (2012)
- Force of Execution, regia di Keoni Waxman (2013)
- Minkow, regia di Bruce Caulk (2014)
- Mission: Impossible - Rogue Nation, regia di Christopher McQuarrie (2015)
- 2 gran figli di... (Father Figures), regia di Lawrence Sher (2017)
- Guardiani della Galassia Vol. 2 (Guardians of the Galaxy Vol. 2), regia di James Gunn (2017)
- Mission: Impossible - Fallout, regia di Christopher McQuarrie (2018)
- Mission: Impossible - Dead Reckoning, regia di Christopher McQuarrie (2023)
- The Instigators, regia di Doug Liman (2024)
- Mission: Impossible - The Final Reckoning, regia di Christopher McQuarrie (2025)

#### Televisione
- American Playhouse - serie TV, 1 episodio (1985)
- Crime Story - serie TV, 1 episodio (1986)
- Miami Vice - serie TV, 2 episodi (1985-1987)
- Vietnam addio (Tour of Duty) - serie TV, 1 episodio (1987)
- Spenser (Spenser: For Hire) - serie TV, 1 episodio (1988)
- Un giustiziere a New York (The Equalizer) - serie TV, 1 episodio (1989)
- Io e Charlie (Rising Son), regia di John David Coles - film TV (1990)
- Prima del tramonto (When You Remember Me), regia di Harry Winer - film TV (1990)
- Screenplay - serie TV, 1 episodio (1991)
- L'Amérique en otage, regia di Kevin Connor - film TV (1991)
- Terrore al binario 9 (Terror on Track 9), regia di Robert Iscove - film TV (1992)
- 87º distretto - L'impronta dell'assassino (Ed McBain's 87th Precinct: Lightning), regia di Bruce Paltrow - film TV (1995)
- New York Undercover - serie TV, 1 episodio (1995)
- Deadly Whispers, regia di Bill L. Norton - film TV (1995)
- E.R. - Medici in prima linea (ER) - serie TV, 8 episodi (1994-1996)
- Don King - Una storia tutta americana (Don King: Only in America), regia di John Herzfeld - film TV (1997)
- American Tragedy, regia di Lawrence Schiller - film TV (2000)
- Una drag queen come mamma (Holiday Heart), regia di Robert Townsend – film TV (2000)
- UC: Undercover - serie TV, 3 episodi (2001)
- Little John, regia di Dick Lowry - film TV (2002)
- Sins of the Father, regia di Robert Dornhelm - film TV (2002)
- RFK, regia di Robert Dornhelm - film TV (2002)
- The Proud Family - serie TV, 1 episodio (2002)
- The District - serie TV, 5 episodi (2002-2003)
- Freedom: A History of Us - serie TV, 5 episodi (2003)
- The System - serie TV, 9 episodi (2003)
- Le avventure di Jimmy Neutron (The Adventures of Jimmy Neutron: Boy Genius) - serie TV, 1 episodio (2003)
- Kojak - serie TV, 10 episodi (2005)
- Back in the Day, regia di James Hunter - film TV (2005)
- Football Wives, regia di Bryan Singer - film TV (2007)
- Acquaman, regia di Greg Beeman - film TV (2007)
- Cubed - serie TV, 1 episodio (2009)
- Gravity - serie TV, 10 episodi (2010)
- Zombie Apocalypse, regia di Nick Lyon - film TV (2011)
- Monday Mornings – serie TV, 10 episodi (2013)
- Un respiro di sollievo, regia di Stephen Tolkin - film TV (2014)

### Doppiatore
- Final Fantasy (Final Fantasy: The Spirits Within), regia di Hironobu Sakaguchi e Moto Sakakibara (2001)
- Lilo & Stitch, regia di Dean DeBlois e Chris Sanders (2002)
- Provaci ancora Stitch! (Stitch! The Movie), regia di Tony Craig e Robert Gannaway (2003)
- Mission: Impossible - Operation Surma – videogioco (2003)
- Driv3r – videogioco (2004)
- Leroy & Stitch, regia di Tony Craig e Robert Gannaway (2006)
- Call of Duty: World War II – videogioco (2017)
- Gli eroi del Natale (The Star: The Story of the First Christmas), regia di Timothy Reckart (2017)
- Wendell & Wild, regia di Henry Selick (2022)
- Garfield - Una missione gustosa (The Garfield Movie), regia di Mark Dindal (2024)
- Il robot selvaggio (The Wild Robot), regia di Chris Sanders (2024)

## Riconoscimenti
- NAACP Image Awards
  - 2001 – Candidatura al miglior attore non protagonista per Mission: Impossible 2

## Doppiatori italiani
Nelle versioni in italiano delle opere in cui ha recitato, Ving Rhames è stato doppiato da:
- Alessandro Rossi in Patty - La vera storia di Patty Hearst, Mission: Impossible, Out of Sight, Mission: Impossible 2, Indagini sporche, Animal - Il criminale, Mission: Impossible III, Il mondo dei replicanti, Mission: Impossible - Protocollo fantasma, Una scuola per Malia, Mission: Impossible - Rogue Nation, Operator, 2 gran figli di..., Mission: Impossible - Fallout, Mission: Impossible - Dead Reckoning, The Instigators, Mission: Impossible - The Final Reckoning
- Claudio Fattoretto in Entrapment, L'alba dei morti viventi, Io vi dichiaro marito e... marito, Echelon Conspiracy - Il dono, Operation: Endgame, Piranha 3D, Death Race 2
- Massimo Corvo in Con Air, Kojak, Death Race 3 - Inferno
- Angelo Nicotra in Allucinazione perversa, Dangerous Ground - Terra senza pietà, Baby Boy - Una vita violenta
- Rodolfo Bianchi ne Il bacio della morte, Undisputed, Un respiro di sollievo
- Paolo Buglioni in Terrore al binario 9, E.R. - Medici in prima linea (ep. 1x23, 2x14, 3x01), Idlewild
- Mario Bombardieri in Animal 2, Zombie Apocalypse, Force of Execution
- Pietro Ubaldi ne La casa nera (ridoppiaggio), Piranha 3DD
- Michele Gammino in Vittime di guerra, Sin - Peccato mortale
- Stefano Mondini ne La lunga strada verso casa, Seven Below
- Giampiero Albertini in Miami Vice
- Massimo Lodolo ne La casa nera
- Glauco Onorato in Dave - Presidente per un giorno
- Eugenio Marinelli in Pulp Fiction
- Franco Zucca in E.R. - Medici in prima linea (ep. 1x04, 1x08, 1x13, 1x17, 1x18)
- Ennio Coltorti in Striptease
- Gerolamo Alchieri in Al di là della vita
- Dario Oppido in The Tournament
- Ambrogio Colombo ne La concessionaria più pazza d'America
- Stefano De Sando in Sinking Spring
- Fabrizio Pucci in Soldiers of Fortune
- Alessandro D'Errico in The River Murders - Vendetta di sangue
- Roberto Fidecaro in Guardiani della Galassia Vol. 2

Da doppiatore è sostituito da:
- Alessandro Rossi in Final Fantasy, Wendell & Wild, Garfield - Una missione gustosa, Il robot selvaggio
- Paolo Buglioni in Lilo & Stitch, Provaci ancora Stitch!
- Riccardo Rovatti in Driv3r
- Renzo Ferrini in Call of Duty: World War II
- Paolo Marchese in Gli eroi del Natale